# Saison 2007-2008 du Valenciennes FC
Maillots
Chronologie
Saison précédente Saison suivante
La saison 2007-2008 du Valenciennes FC est la deuxième saison consécutive du club en Ligue 1.
Le club est présidé par Francis Decourrière et entraîné par Antoine Kombouaré.

## Résumé de la saison

### Avant saison
Après un maintien acquis dans les dernières journées du championnat la saison précédente, le VAFC renouvèle son effectif pour commencer sa seconde saison consécutive en Ligue 1. Ducourtioux et Sommeil viennent solidifier la défense. Carlos Sánchez et Djamel Belmadi renforcent le milieu de terrain, tandis que Audel, Pujol et Šebo viennent apporter de nouvelles solutions en attaque.
Valenciennes dispute six rencontres amicales de préparation et n'en perd aucune. Les joueurs d'Antoine Kombouaré comptent trois victoires (Reims, Germinal Beerschot et Mons) et trois nuls (Nantes, Amiens et Zulte Waregem).

### Championnat
| Bilan des matchs |    |    |    |    |    |    |    |    |    |    |    |    |    |    |    |    |    |    |    |    |    |    |    |    |    |    |    |    |    |    |    |    |    |    |    |    |    |    |
| Journée          | 01 | 02 | 03 | 04 | 05 | 06 | 07 | 08 | 09 | 10 | 11 | 12 | 13 | 14 | 15 | 16 | 17 | 18 | 19 | 20 | 21 | 22 | 23 | 24 | 25 | 26 | 27 | 28 | 29 | 30 | 31 | 32 | 33 | 34 | 35 | 36 | 37 | 38 |
| Lieu             | D  | E  | D  | E  | D  | E  | D  | E  | D  | E  | D  | E  | E  | D  | E  | D  | E  | D  | E  | D  | E  | D  | E  | D  | E  | D  | E  | D  | E  | D  | D  | E  | D  | E  | D  | E  | D  | E  |
| Résultat         |    |    |    |    |    |    |    |    |    |    |    |    |    |    |    |    |    |    |    |    |    |    |    |    |    |    |    |    |    |    |    |    |    |    |    |    |    |    |
| Points           | 3  | 3  | 6  | 7  | 10 | 13 | 14 | 14 | 17 | 17 | 18 | 18 | 18 | 21 | 22 | 25 | 26 | 29 | 29 | 32 | 32 | 32 | 32 | 35 | 35 | 35 | 36 | 37 | 38 | 41 | 41 | 41 | 44 | 44 | 45 | 45 | 45 | 45 |
| Class.           | 1  | 8  | 6  | 7  | 5  | 3  | 3  | 5  | 4  | 6  | 6  | 9  | 9  | 6  | 7  | 5  | 5  | 5  | 6  | 4  | 6  | 7  | 10 | 6  | 8  | 9  | 9  | 8  | 9  | 9  | 11 | 12 | 11 | 12 | 12 | 12 | 13 | 13 |

### Coupe de la Ligue
Valenciennes élimine Sochaux (L1) en 1/16 (2-1), puis Rennes (L1) en 1/8 (0-2). Les nordistes sont éliminés en 1/4 contre le Paris SG (L1) (4-0).
La Finale se déroule le samedi 29 mars 2008 au Stade de France et voit le Paris Saint-Germain battre le RC Lens (2-1).

### Coupe de France
Valenciennes est éliminé dès les 1/32 de finale par le FC Lorient (2-1).
La Finale se joue le samedi 24 mai 2008 au Stade de France et voit l'Olympique lyonnais battre le Paris Saint-Germain (1-0).

## Transferts

### Mercato d'été
| Type de transfert | Nom               | Contrat        | Provenance / Destination            |
| Arrivées          | Tidiane Dia       | Retour de prêt | Pau FC (National)                   |
| Arrivées          | David Ducourtioux | Transfert      | CS Sedan (Ligue 2)                  |
| Arrivées          | David Sommeil     | Transfert      | Sheffield United (Premier League)   |
| Arrivées          | Carlos Sánchez    | Transfert      | CA River Plate (Primera División)   |
| Arrivées          | Djamel Belmadi    | -              | Southampton FC (Premier League)     |
| Arrivées          | Johan Audel       | Transfert      | Lille OSC (Ligue 1)                 |
| Arrivées          | Grégory Pujol     | Transfert      | FC Nantes (Ligue 2)                 |
| Arrivées          | Filip Šebo        | Prêt           | Glasgow Rangers (SPL)               |
| Départs           | Florin Bratu      | Retour de prêt | FC Nantes (Ligue 2)                 |
| Départs           | Rudy Haddad       | Retour de prêt | Paris Saint-Germain (Ligue 1)       |
| Départs           | Patrick Paauwe    | Fin de contrat | Borussia M'Gladbach (2. Bundesliga) |
| Départs           | Laurent Dufresne  | Fin de contrat | LB Châteauroux (Ligue 2)            |
| Départs           | Maxence Flachez   | Fin de contrat | Grenoble Foot 38 (Ligue 2)          |
| Départs           | Orlando Silvestri | Fin de contrat | Francs Borains (Ligue Nationale)    |
| Départs           | Ludovic Liron     | -              | Stade de Reims (Ligue 2)            |
| Départs           | Freddy Bourgeois  | -              | Dijon FCO (Ligue 2)                 |
| Départs           | Thomas Dossevi    | -              | FC Nantes (Ligue 2)                 |
| Départs           | Éric Hassli       | -              | FC Zurich (Super League)            |

### Mercato d'hiver
| Type de transfert | Nom               | Contrat   | Provenance / Destination       |
| Arrivées          | Williams Martínez | Transfert | Defensor SC (Primera División) |

## Encadrement technique et joueurs

### Staff
Le groupe professionnel est toujours emmené par Antoine Kombouaré assisté de Bernard Guignedoux. Après une remontée réussie la seconde saison en Ligue 1 doit être celle de la confirmation pour l'entraîneur calédonien. Avec un effectif remanié, le rendement de l'équipe et les résultats s'améliorent et le club atteint la 13e place du classement.

### Capitanat
Après les départs de Laurent Dufresne et Maxence Flachez l'entraîneur doit trouver un nouveau capitaine. 
Pour la saison 2007-2008 le brassard est confié à Abdeslam Ouaddou. En son absence il revient à Nicolas Penneteau.

## Structures du club

### Budget
Le budget du club s'élève à 29,4M€ pour la saison 2007-2008 (contre 25,1M€ la saison précédente). Deux tiers des recettes (environ 62 %) proviennent des droits audiovisuels. Il s'agit du 17e budget du championnat devant Strasbourg (27,3M€), Lorient (27M€) et Metz (23,3M€).

### Stade
Le VAFC évolue toujours au stade Nungesser qui ne subit pas de transformation pour cette saison. Sa capacité est maintenue à 16 547 places.

### Centre d'entrainement
Dans l'attente de l'ouverture du centre d'entrainement du Mont-Houy, les joueurs s'entrainent toujours sur les terrains situés à l'arrière de la tribune Pouille.

### Boutique
Le club est désormais doté d'une boutique officielle dans le centre commercial de la place d'Armes. Les jours de matchs un bus-boutique stationne également le long de l'avenue de Reims. 

### Équipementier et sponsors
Après deux saisons sous contrat avec Airness Valenciennes est désormais équipé par Diadora.
Toyota est le sponsor principal maillot alors que SITA-Suez est apposé au revers sous les numéros des joueurs. Les positions des sponsors sont inversées sur les maillots extérieurs.
La ville de Valenciennes, Valenciennes Métropole et la Région Nord-Pas-de-Calais sont les partenaires institutionnels.

## Affluence

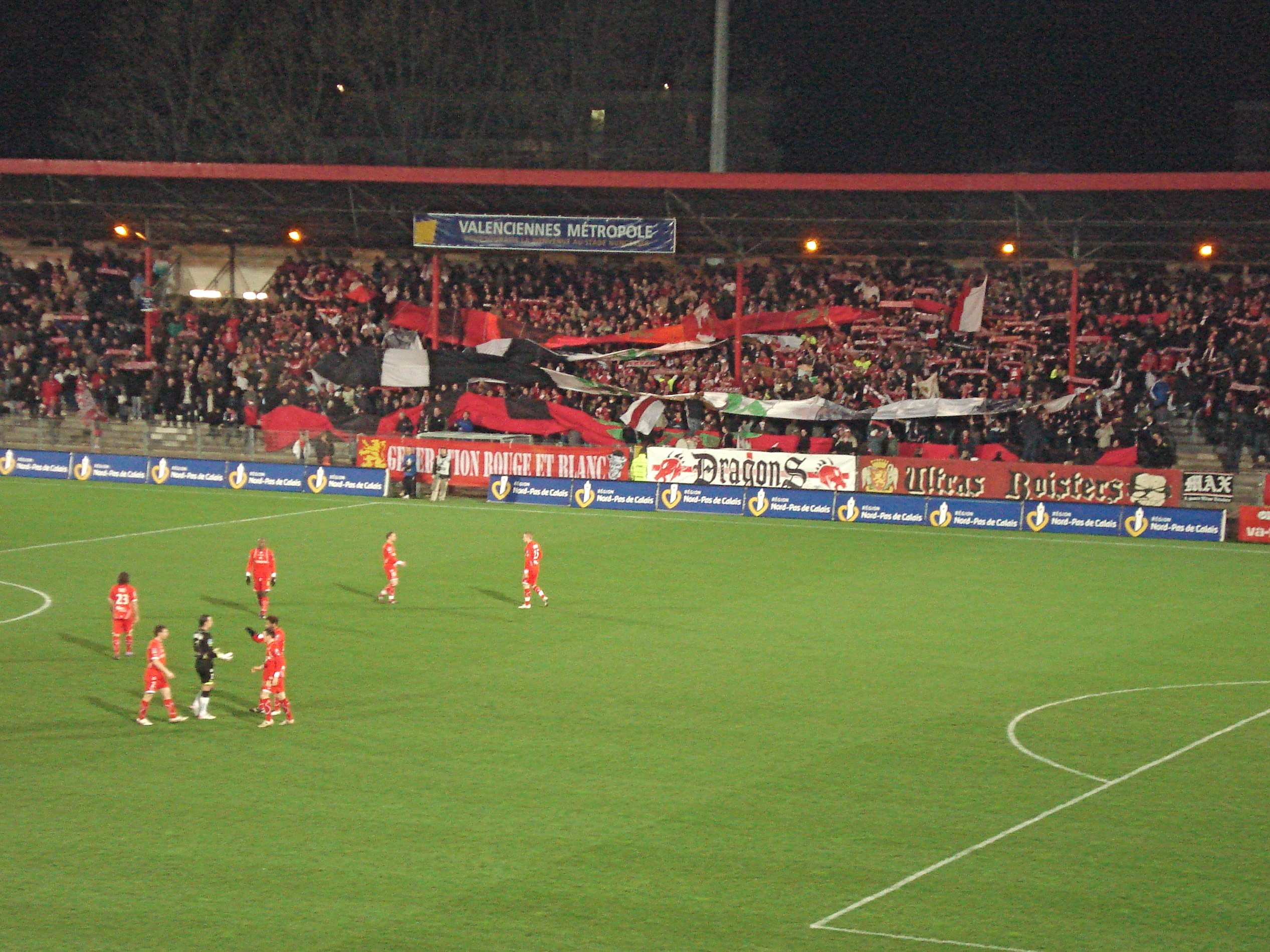
Supporters de la tribune de Fer

Pour la seconde saison consécutive en Ligue 1, l'engouement autour de la remontée du VAFC s'est un peu estompé. Malgré de meilleurs résultats sportifs l'affluence est en baisse. 
L'affluence moyenne en Ligue 1 est de 13 800 spectateurs par match (14e meilleure moyenne sur 20 équipes), soit un taux de remplissage de 83,4 % (6e derrière Nancy, 93,3 %, Lyon, 90,9 %, Marseille, 87,6 %, Caen, 86 % et Lens, 84 %).
Le record d'affluence au stade Nungesser est établi lors de la 3e journée avec la réception de l'Olympique de Marseille devant 16 028 spectateurs. Les rencontres contre Lyon (15 313 spectateurs lors de la 31e journée) et Paris (15 037 spectateurs lors de la 11e journée) attirent plus de 15 000 spectateurs. Lens, Nice, Strasbourg, Monaco et Metz font dépasser la barre des 14 000 spectateurs, tandis que le derby contre Lille n'attire "que" 13 955 personnes.